# Arthuria demicicla
Arthuria demicicla är en svampart som beskrevs av Buriticá & J.F. Hennen 1998. Arthuria demicicla ingår i släktet Arthuria och familjen Phakopsoraceae.   Inga underarter finns listade i Catalogue of Life.